# Disney Digital Network
Disney Digital Network es una red multicanal estadounidense con sede en Culver City, California. Originalmente fue el sucesor de Maker Studios, cofundado por Lisa Donovan, Danny Zappin, Scott Katz, Kassem Gharaibeh, Shay Carl, Rawn Erickson II, Ben Donovan, y Philip DeFranco en 2009. Maker Studios fue adquirida por The Walt Disney Company en 2014 por $500 millones, y fue absorbida por la recién formada Disney Digital Network en 2017.
Fuera de los Estados Unidos, el antiguo Maker Studios tenía audiencias significativas en el Reino Unido, Brasil y Australia, y tenía como objetivo expandir sus operaciones en Asia, donde una vez tuvo 700 millones de visitas únicas mensuales. Dirigida por René Rechtman (que ahora dirige Moonbug Entertainment), presidente de la división internacional, Maker Studios tenía planes de construir una sede en Londres para sus actividades comerciales, de producción y marketing fuera de los Estados Unidos. Se había establecido una sede en Asia en Singapur, que ofrecía un apoyo comercial y de marketing limitado antes de que la empresa fuera vendida a The Walt Disney Company.
Luego de la adquisición de Disney, la compañía sufrió múltiples despidos, cambios de ejecutivos y cortes de afiliados.

## Historia

### Como Maker Studios (hasta 2017)
Maker Studios fue fundado en 2009.

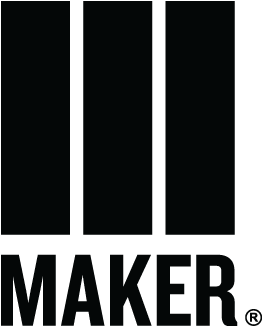
logotipo de Maker Studios

En junio de 2012, Maker Studios anunció que más de 1000 canales registrados en la red habían recibido y acumulado más de 1,1 mil millones de visitas para el mes de junio de 2012. Los canales de YouTube de Maker Studios también han ganado más de 90 millones de suscriptores. En octubre de 2012, Maker Studios superó a Machinima para convertirse en la red multicanal de YouTube independiente número uno. Sin embargo, desde entonces, según comScore, en diciembre de 2012, Fullscreen superó a Maker para convertirse en la red basada en YouTube mejor clasificada. En diciembre de 2012, poco después de la controversia de Ray William Johnson, Maker anunció que había cerrado un ronda de financiación de $36 millones liderada por Time Warner Investments. La producción más popular de Maker fue Epic Rap Battles of History, que tenía un promedio de 30 millones de visitas por cada episodio. El canal más exitoso de Maker fue PewDiePie, el usuario con más suscripciones en YouTube, que firmó bajo la sub-network Polaris de Maker y luego RevelMode hasta el 13 de febrero de 2017, cuando Maker lo dejó como resultado luego de la polémica reacción internacional a las bromas y acciones de PewDiePie que fueron ampliamente difundidas. visto como antisemita.
El 21 de agosto de 2013, Maker Studios adquirió Blip.tv. El equipo ejecutivo de Blip.tv se incluyó en la adquisición.
El 24 de marzo de 2014, Maker Studios, Inc. acordó venderse a The Walt Disney Company por $500 millones, aumentando a $950 millones si se cumplían los hitos financieros. El 14 de abril de 2014, Relativity Media presentó una oferta competitiva de hasta $1,1 mil millones, pero Maker negó la oferta. En 2014, Jukin Media se asoció con Maker Studios, lo que le dio a Maker Studios acceso a la biblioteca de videoclips de Jukin y le dio a Jukin acceso a los recursos operativos de Maker. La asociación también resultó en el lanzamiento de un sitio web dedicado para FailArmy, la marca de entretenimiento propiedad y operada por Jukin.
Maker Studios cerró Blip.tv el 20 de agosto de 2015. El cierre se anunció por primera vez con un mes de anticipación. En diciembre de 2015, la compañía se convirtió en una subsidiaria de Disney Consumer Products y la división Disney Interactive de The Walt Disney Company. La Network también se asoció con Fusion TV en un acuerdo que cae bajo el paraguas corporativo de The Walt Disney Company.

### Como Disney Digital Network (2017-presente)
En febrero de 2017, Maker Studios tenía alrededor de 60 000 afiliados en YouTube, pero anunció que tiene la intención de reducirlos a alrededor de 1000. Muchos YouTubers afiliados no estaban contentos con los términos de sus contratos, incluida la dificultad para finalizar los contratos. El 2 de mayo de 2017, Disney absorbió Maker Studios en la recién formada Disney Digital Network.
El 19 de enero de 2018, Twitch firmó un acuerdo con Disney para obtener contenido exclusivo de algunos de los principales YouTubers del gigante del entretenimiento, incluidos Markiplier, Jacksepticeye, Strawburry17 y LuzuGames. Un total de cuatro YouTubers (con un total combinado de más de 44 millones de suscriptores) están involucrados en el acuerdo, y cada uno administrará sus propios canales en Twitch. En 2017, DeFranco había vuelto a comprar Maker Studios (por medio de proxy, lo que convirtió a DDN, que no debe confundirse con Discovery Digital Networks, en una compañía separada). Sin embargo, DeFranco lo ha absorbido en su nuevo imitador de MCN y Digg bajo la propiedad de DeFranco Inc. (Originalmente propiedad de Revision3 y luego propiedad de Discovery Digital Networks a través de Rev3 hasta el cierre de ambos en 2016 y 2017) llamado Rogue Rocket.

## Personas clave
Courtney Holt fue la directora de estrategia de Maker Studios. Debido a la renuncia de Danny Zappin como director ejecutivo de la compañía, Ynon Kreiz, ex director ejecutivo y presidente de Endemol, se convirtió en director ejecutivo de Maker Studios en mayo de 2013. Antes de que Kreiz se convirtiera en director ejecutivo de Maker, fue presidente de la compañía. Ryan Lissack es el actual Director de tecnología de Maker Studios. En diciembre de 2015, Courtney Holt reemplazó a Ynon Kreiz como CEO, un año después de la adquisición del grupo por parte de Disney.

## Contenido original
Maker Studios produjo vídeos para canales en YouTube, incluidos Consider the Source, Tessa Violet, Chuggaaconroy, Yves Bole, KassemG, Timothy DeLaGhetto, Peter Shukoff y Lloyd Ahlquist 's Epic Rap Battles of History (temporadas 1-5), Joseph Garrett 's Wonder Quest y I Wonder, KingManProds, Sam Macaroni, junto con varios otros que tienen casi tantos espectadores como Nickelodeon. Los primeros tres canales de Maker producidos para YouTube incluyeron Maker Music Network, Tutele y The Mom's View, y los canales de Maker Music Network y Tutele cerraron dentro de los seis meses posteriores a su lanzamiento. Maker Studios también ha contratado a celebridades como el famoso rapero Snoop Dogg y su canal de YouTube WestFestTV, Tribeca Enterprises del actor Robert De Niro, y Kevin Smith. PewDiePie también se firmó bajo la subred Polaris de Maker y luego RevelMode, durante el cual Maker produjo su programa YouTube Red (ahora YouTube Premium) Scare PewDiePie con Skybound Entertainment, hasta que Maker lo dejó. debido a las bromas antisemitas hechas en su canal. Disney Digital Network en 2017 produjo Hyperlinked, una serie distribuida en YouTube Red y basada en la historia de la red social Miss O and Friends, y Club Mickey Mouse, una nueva versión de The Mickey Mouse Club que se transmite exclusivamente en línea en las redes sociales.

## Críticas
Maker Studios produjo anteriormente Equals Three y Your Favourite Martian de Ray William Johnson.  En octubre de 2012, Johnson anunció que dejaría Maker Studios en un episodio de Equals Three . Johnson también había formado su propio estudio de producción, Runaway Machine (anteriormente Runaway Planet). Johnson ha declarado en línea que dejó Maker Studios debido a la presión que la compañía ejerció sobre él para que firmara un contrato que le otorgaba a Maker una participación del 40% en los ingresos de AdSense de su canal y el 50% de los derechos de propiedad intelectual de su programa. Johnson declaró que estaban usando "tácticas de matones" para presionarlo para que firmara el contrato, una de las cuales supúestamente estaba aprovechando su cuenta de AdSense para obtener los derechos de propiedad intelectual de Your Favourite Martian. También afirmó que el CEO de Maker Studios, Danny Zappin, es un delincuente convicto, del cual no estaba al tanto, cuando se asoció con Maker Studios. Más tarde, Zappin admitió públicamente esta afirmación.

## Marcas
- Pixar
- Star Wars
- Marvel
- Oh My Disney
- Disney Style
- Babble
- Disney Family
- Disney Eats
- Polaris
- The Platform

## Apariciones en televisión
- Disney FHO - Friends Hanging Out (2015–2016)
- Polaris Primetime (2017)
- Polaris: Player Select (2017–2020)
- Parker Plays (2017–2018)
- Club Mickey Mouse (2017–2018)
- Legend of the Three Caballeros (2018)
- Disney Dream Job: Game Designer (2018 TV Special)
- Disney Comics in Motion (2018–2019)